# Gobioides sagitta
Gobioides sagitta es una especie de peces de la familia de los Gobiidae en el orden de los Perciformes.

## Morfología
Los machos pueden llegar a alcanzar los 50 cm de longitud total.
Número de vértebras: 31.

## Hábitat
Es un pez de clima tropical y demersal.

## Distribución geográfica
Se encuentra en el Atlántico oriental: desde el Senegal y Guinea-Bissau (río manso) hasta la República del Congo (Pointe Noire) y las islas del Golfo de Guinea.

## Observaciones
Es inofensivo para los humanos. 